# Exarcado apostólico de Canadá
El exarcado apostólico del Canadá de los sirios (en latín: Exarchatus Apostolicus pro fidelibus ritus Antiocheni Syrorum in Canada, en inglés: Syriac Catholic Apostolic Exarchate of Canada y en francés: Exarchat apostolique du Canada pour les fidèles syro-catholiques) es una circunscripción eclesiástica siria de la Iglesia católica en Canadá, inmediatamente sujeta a la Santa Sede. El exarcado apostólico tiene al obispo Antoine Nassif como su ordinario desde el 7 de enero de 2016.

## Territorio y organización
El exarcado apostólico tiene 9 984 670 km² y extiende su jurisdicción sobre los fieles católicos de rito antioqueno sirio residentes en todo el territorio de Canadá.
La sede del exarcado apostólico se encuentra en la ciudad de Laval, en donde se halla la Catedral de San Efrén.
En 2019 en el exarcado apostólico existían 3 parroquias:
Parroquias
- Église Saint Éphrem Syriaque Catholique en Chomedey de Laval, un suburbio de Montreal en Quebec, en donde también existe una Communauté Syriaque Catholique.
- Church of St. Josep en Mississauga, un suburbio de Toronto en Ontario.
- Église de Notre Dame du Liban en Saint-Vincent-de-Paul, un suburbio de Montreal en Quebec.

Misiones
- Mission of Sts. Benham and Sarah en Cambridge, Ontario.
- Mission of St. Paul en Ottawa, Ontario.

## Historia
Los emigrantes católicos sirios comenzaron a establecerse en Canadá a principios del siglo XX y en Montreal fueron puestos bajo el cuidado de la parroquia greco-melquita de St-Sauveur. Tuvieron a partir de 1975 como sacerdote al sirio Pierre Melki, quien en 1978 fue elevado al rango de corepiscopo por la arquidiócesis de Montreal y en 1993 construyó una iglesia para los sirios en el distrito de Laval.
Los fieles sirios católicos estuvieron bajo jurisdicción de los obispos latinos locales hasta que la eparquía de Nuestra Señora de la Liberación de Newark fue creada el 6 de noviembre de 1995 con la bula Principis Apostolorum del papa Juan Pablo II, abarcando Estados Unidos y Canadá.

Cum igitur Venerabilis Frater Noster Achilles S.R.E. Cardinalis Silvestrini Congregationi pro Ecclesiis Orientalibus praefectus, adnuente libenter Beatissimo Ignatio Antonio Hayek Patriarcha Antiocheno Syrorum una cum Synodo Episcoporum eiusdem Patriarchatus et consentientibus Praesidibus Coetus Episcoporum communitatum tum in Foederatis Americae Septentrionalis Civitatibus tum in Canadae natione necnon Pontificiis Legatis quorum interfuit efflagitaverit ut Communitas fidelium ritus Antiocheni Syrorum in utraque memorata orbis prvincia degentium ad gradum eveheretur dignitatemque Eparchiae, Nos cunctis diligenter sane rebus ponderatis id respicientibus, admotis hisce precibus adsensi, confisi simul fore ut totum hoc consilium ac propositum maximam in hominum illorum aeternam cedant utilitatem, ex Nostra auctoritate Apostolica decernimus et edicimus posthac ut Eparchia pro christifidelibus in Americae Septentrionalis Civitatibus Foederatis necnon dicione Canadensi Ecclesiae Antiochenae Syrorum exsistat titulo hoc Dominae Nostrae Liberationis Novarcensis Syrorum nuncupanda, additis pariter iuribus atque obligationibus quae ad hanc attinent dignitatem et condicionem. Haec praeterea reliquaque singula secundum Codicis Orientalis praecepta plane temperentur.

El exarcado apostólico fue erigido por el papa Francisco el 22 de diciembre de 2015 con la bula Conscii omnino, separando el territorio canadiense de la eparquía de Nuestra Señora de la Liberación de Newark.

Conscii omnino spiritualis ponderis Ecclesiarum Orientalium quod tueri et promovere volumus, nunc singillatim de fidelibus Ecclesiae Antiochenae Syrorum in Canada commorantibus sollicitam curam habemus. Sententiam proinde accipientes Cardinalis Praefecti Congregationis pro Ecclesiis Orientalibus habitoque quorum interest favorabili voto, opportunum iudicavimus ibidem novam circumscriptionem ecclesiasticam condere. Quapropter Apostolica Nostra de auctoritate Exarchiam Apostolicam pro fidelibus catholicis Ecclesiae Antiochenae Syrorum in Canada commorantibus constituimus, cunctis factis propriis iuribus et obligationibus. Novae ecclesialis communitatis Sedem in urbe Marianopolitana ponimus. Ad haec ceteraque eandem respicientia Exarchiam perficienda, consuetudines iuraque congrua serventur et quae in Codice Canonum Ecclesiarum Orientalium praecipiuntur. De eodem praeterea absoluto negotio sueta documenta exarentur et ad memoratam Congregationem mittantur. Hanc denique Constitutionem Nostram nunc et in posterum ratam esse volumus, contrariis quibuslibet rebus non obstantibus.

El primer exarca, Antoine Nassif, fue consagrado el 23 de enero de 2016 y tomó posesión de la sede el 27 de febrero siguiente.

## Estadísticas
De acuerdo al Anuario Pontificio 2020 el exarcado apostólico tenía a fines de 2019 un total de 5790 fieles bautizados.
| Año                                                                             | Población            | Población | Población      | Sacerdotes | Sacerdotes    | Sacerdotes    | Bautizados por sacerdote | Diáconos permanentes | Religiosos | Religiosos | Parroquias |
| Año                                                                             | Bautizados católicos | Total     | % de católicos | Total      | Clero secular | Clero regular | Bautizados por sacerdote | Diáconos permanentes | Varones    | Mujeres    | Parroquias |
| ------------------------------------------------------------------------------- | -------------------- | --------- | -------------- | ---------- | ------------- | ------------- | ------------------------ | -------------------- | ---------- | ---------- | ---------- |
| 2016                                                                            | 5650                 | ?         | ?              | 4          | 4             |               | 1412                     | 2                    |            |            | 5          |
| 2019                                                                            | 5790                 |           |                | 5          | 5             |               | 1158                     | 2                    |            |            | 3          |
| Fuente: Catholic-Hierarchy, que a su vez toma los datos del Anuario Pontificio. |                      |           |                |            |               |               |                          |                      |            |            |            |

## Episcopologio
- Antoine Nassif, desde el 7 de enero de 2016